# Młyn Borowy
Młyn Borowy (deutsch Heidemühl) ist die nicht mehr offizielle Bezeichnung eines Teils der Ortschaft Czarci Jar in der polnischen Gmina Olsztynek (Stadt- und Landgemeinde Hohenstein i. Ostpr.) im Powiat Olsztyński (Kreis Allenstein) der Woiwodschaft Ermland-Masuren.

## Geographische Lage
Die Ortsstelle Młyn Borowy liegt wenige hundert Meter nördlich von Czarci Jar am Ostufer der Drewenz (polnisch Drwęca) im Südwesten der Woiwodschaft Ermland-Masuren. Bis zur früheren Kreisstadt Osterode in Ostpreußen (polnisch Ostróda) sind es 20 Kilometer in nordwestlicher Richtung, während die heutige Kreismetropole Olsztyn (deutsch Allenstein) 30 Kilometer in nordöstlicher Richtung entfernt ist.

## Geschichte
Bis 1945 war an der fraglichen Stelle der kleine Ort  Heidemühl, bis 1785 Dignatz, auch Dignatz Mühle, nach 1785 Heydemühl und nach 1905 umgangssprachlich auch Heidemühle genannt. Es handelte sich um den Ort einer Wassermühle an der Drewenz von mehr als nur lokaler Bedeutung. 
Das Etablissement Heydemühl wurde im Juli 1874 in den Gutsbezirk Luckenwalde (polnisch Lutek Leśny, nicht mehr existent) im Amtsbezirk Hohenstein i. Ostpr.-Land (polnisch Olsztynek) im Kreis Osterode in Ostpreußen eingegliedert. Heidemühl kam dann am 3. November 1908 mit dem Gut Luttkenwalde zum Amtsbezirk Reichenau (polnisch Rychnowo). Am 30. September 1928 schließlich schlossen sich Luttkenwalde (mit Heidemühl) sowie Platteinen (polnisch Platyny) und Warglitten bei Hohenstein (polnisch Warlity Małe) zur neuen Landgemeinde Platteinen im gleichnamigen Amtsbezirk zusammen, als deren Wohnplatz Heidemühle bis 1945 galt.
In Kriegsfolge wurde 1945 das gesamte südliche Ostpreußen an Polen überstellt. Heidemühl erhielt die polnische Namensform „Młyn Borowy“ und wurde zu einem nicht näher benannten Zeitpunkt der Ortschaft Czarci Jar zugeschlagen, die heute eine Ortschaft innerhalb der Gmina Olsztynek (Stadt- und Landgemeinde Hohenstein i. Ostpr.) im Powiat Olsztyński (Kreis Allenstein) ist.

## Kirche
Bis 1945 war Heidemühl in die evangelische Pfarrkirche Hohenstein (Ostpreußen) in der Kirchenprovinz Ostpreußen der Kirche der Altpreußischen Union sowie in die römisch-katholische Kirche der Stadt Hohenstein im Bistum Ermland eingepfarrt. Die heutige kirchliche Zugehörigkeit regelt sich über die Zugehörigkeit der Ortschaft Czarci Jar.